# Auguste Delacroix

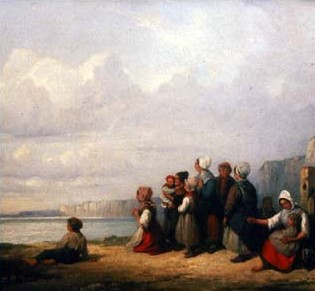
Auguste Delacroix: L’Attente des pêcheurs, 1834

Auguste Delacroix (* 27. Januar 1809 in Boulogne-sur-Mer; † 13. November 1868 ebenda) war ein französischer Genre- sowie Landschafts- und Marinemaler. Er hinterließ auch Aquarelle und Zeichnungen. Ein Teil seines Werks ist dem Orientalismus zuzuordnen.

## Leben
Delacroix nahm in den Jahren von 1835 bis 1865 regelmäßig an dem Pariser Salon teil. Ab etwa 1865 lebte er in Italien. Seine bevorzugten Motive waren die Küsten der Bretagne und Nordafrikas. In seinen Genrebildern stellte er bäuerliche Idylle und nordafrikanische Alltagsszenen dar. In den letzten Jahren seines Lebens arbeitete er wegen einer rechtsseitigen Lähmung mit der linken Hand.

## Werke (Auswahl)
- Départ des pêcheurs, Salon de Paris, 1839
- Port de St-Valéry-sur-Somme, Salon de Paris, 1841
- Femmes surprises par la marée, Salon de Paris, 1846
- Moissonneurs italiens, Salon de Paris, 1861